# 테쿠이치포츠 이시카쇼치친
테쿠이치포츠 이시카쇼치친(나와틀어: Tecuichpoch Ixcaxochitzin) 또는 도냐 이사벨 모크테수마(스페인어: Isabel Moctezuma)는 아즈텍의 황제 모테크소마 2세의 딸이자 황제 쿠아우테목의 황후였다. 1525년 쿠아우테목이 살해되자 에르난 코르테스의 노예가 되었다.
테쿠이치포츠는 처음에 부왕의 동생 쿠이틀리우악과 결혼했으나 쿠이틀리우악 사후 사촌인 쿠아우테목과 결혼했다. 그러나 쿠아우테목이 1525년 붙잡혀 처형되면서 그는 에르난 코르테스의 노예가 되었다. 에르난 코르테스와의 사이에서 사생아 레오노르 코르테스 모크테수마를 두었다.
그 뒤 에르난 코르테스에 의해 에스파냐 사람 알폰소 데 그라도와 재혼했다가 1528년 알폰소가 죽자 에르난 코르테스는 그를 다시 페드로 갈레고와 다시 재혼시켰다. 페드로와의 사이에서는 주앙 갈레고 안드레데 모크테수마를 두었다. 1531년 페드로가 죽자 다시 에스파냐 귀족 주안 카노와 재혼했다. 주안 카노와의 사이에서는 3남(주안 모크테수마, 곤살로 카노 데 모크테수마, 페드로 카노) 2녀(이사벨 드 헤수스, 카트린 데 산 미규엘)가 태어났다.